# Hesdigneul-lès-Béthune
Hesdigneul-lès-Béthune település Franciaországban, Pas-de-Calais megyében. Lakosainak száma 842 fő (2022. január 1.). Hesdigneul-lès-Béthune Fouquières-lès-Béthune, Vaudricourt, Bruay-la-Buissière, Gosnay, Haillicourt és Houchin községekkel határos.

## Népesség
A település népességének változása:
| Lakosok száma | 828  | 823  | 837  | 822  | 823  | 823  | 827  | 840  | 842  |
|               | 2013 | 2015 | 2016 | 2017 | 2018 | 2019 | 2020 | 2021 | 2022 |